# 回到我身边
《回到我身边》（西班牙語：Vuelve a mí）是一部由塞尔吉奥·门多萨和阿马里斯·帕埃斯创作的美国电视连续剧。该剧由威廉·利维和萨玛迪·赞德哈斯主演。该剧于2023年10月9日至2024年2月16日在特萊蒙多播出。

## 角色
- 威廉·利维 饰 圣地亚哥·泽佩达
- 萨玛迪·赞德贾斯 的 努里亚·加西亚
- 金伯利·多斯·拉莫斯 饰 莉亚娜·科拉莱斯
- 希梅娜·埃雷拉 饰 阿米莉亚·圣罗曼
- 费迪南多·巴伦西亚 饰 布劳略·泽佩达
- 鲁道夫·萨拉斯 饰 福斯托·梅伦德斯
- 克里斯蒂安·德拉坎帕 饰 迭戈·卡兰萨
- 劳拉·弗洛雷斯 饰 玛莎·格瓦拉
- 杰拉尔丁·加尔万 饰 康苏埃洛·加西亚
- 阿玛兰塔·鲁伊斯 饰演 罗莎莉亚·加西亚
- 克里斯蒂安·拉莫斯 饰 杰雷米亚斯·蒙特霍“埃尔查洛”
- 安娜·索贝罗 饰 艾达·希门尼斯
- 安东尼·阿尔瓦雷斯 饰 伊西德罗·桑切斯“埃尔蒂格雷”
- 爱德华多·伊巴罗拉 饰 雷蒙多
- 阿丽亚娜·萨维德拉 饰 尤金尼亚·洛佩斯
- 迭戈·克莱因 饰 贾辛托·伯穆德斯
- 莱昂纳多·丹尼尔 饰 何塞·玛丽亚“埃尔切马”
- 费尔南多·钱格罗蒂 饰 罗伯托·泽佩达
- 安德烈·塞巴斯蒂安 饰 安德烈斯·加西亚